# Рапалльский договор (1920)
Рапалльский договор 1920 года (ит. Trattato di Rapallo) — договор между Королевством Италия и Королевством сербов, хорватов и словенцев, заключенный для разрешения территориальных споров на северном побережье Адриатического моря, в Далмации и Венеции-Джулии.
Напряженность в отношениях между Италией и Королевством СХС возникла после Первой мировой войны, когда Австро-Венгрия распалась, и Италия аннексировала территории, предназначавшиеся ей согласно Лондонскому пакту 1915 года. Проблема заключалась в том, что население данных территорий было этнически неоднородным (более половины населения составляли словенцы и хорваты).
12 ноября 1920 года Италия и Королевство СХС заключили в Рапалло договор, разрешивший данный вопрос.
Согласно условиям договора Италия отказывалась от притязаний на Далмацию. Граница между обоими государствами была установлена по водоразделу рек Соча и Сава. К Италии отошли от распавшейся Австро-Венгерской империи почти вся Истрия с Триестом и Пулой, Опатия, полоса побережья для связи с Риекой (Фиуме) и др., а также острова Црес, Лошинь, Ластово и Палагружа у далматинского побережья и порт Зара (Задар). Согласно договору, город Риека (известный по-итальянски как Фиуме) станет независимым Свободным государством Фиуме, тем самым положив конец военной оккупации войск Габриэле д'Аннунцио. Эта часть договора была аннулирована в 1924 году, когда Италия и Югославия подписали Римский договор, по которому Фиуме был передан Италии, а прилегающий порт Сушак — Югославии.
В результате договора к Италии отошли территории, на 70 % населённые славянами.
По Парижскому мирному договору 1947 года, заключённому с Италией государствами-победителями во Второй мировой войне, эти территории (за исключением Триеста, который с небольшим округом был выделен в так называемую Свободную территорию Триест) были переданы Югославии.